# Dora Masklavanou
Dora Masklavanou är en grekisk regissör och manusförfattare.

## Manus
- (2002) - Ki Avrio Mera Einai

## Regisserade filmer
- (2002) - Ki Avrio Mera Einai